# CEP19
CEP19 (англ. Centrosomal protein 19) – білок, який кодується однойменним геном, розташованим у людей на 3-й хромосомі. Довжина поліпептидного ланцюга білка становить 163 амінокислот, а молекулярна маса — 19 166.
| 10         |  | 20         |  | 30         |  | 40         |  | 50         |
| ---------- |  | ---------- |  | ---------- |  | ---------- |  | ---------- |
| MMCTAKKCGI |  | RFQPPAIILI |  | YESEIKGKIR |  | QRIMPVRNFS |  | KFSDCTRAAE |
| QLKNNPRHKS |  | YLEQVSLRQL |  | EKLFSFLRGY |  | LSGQSLAETM |  | EQIQRETTID |
| PEEDLNKLDD |  | KELAKRKSIM |  | DELFEKNQKK |  | KDDPNFVYDI |  | EVEFPQDDQL |
| QSCGWDTESA |  | DEF        |  |            |  |            |  |            |

A: Аланін

C: Цистеїн

D: Аспарагінова кислота

E: Глутамінова кислота

F: Фенілаланін

G: Гліцин

H: Гістидин

I: Ізолейцин

K: Лізин

L: Лейцин

M: Метіонін

N: Аспарагін

P: Пролін

Q: Глутамін

R: Аргінін

S: Серин

T: Треонін

V: Валін

W: Триптофан

Локалізований у цитоплазмі, цитоскелеті, клітинних відростках.